# Embalse del Fondo de Santa Creu
El embalse del Fondo de Santa Creu es una pequeña infraestructura hidráulica española situada en el municipio de Menarguens, en la comarca de la Noguera, provincia de Lérida, Cataluña.
Se trata de una balsa muy poco profunda que recoge las aguas de una acequia y que está delimitada por una pequeña mota de tierras perimetral. La balsa está prácticamente toda cubierta por un bogar muy apretado, formado por typha angustifolia. Alrededor de la balsa aparecen algunos claros de matorrales halonitrófilos, dominados por suaeda vera.